# Kanpur Dehat (distrikt)
Kanpur Dehat (hindi: रमाबाई नगर जिला) tidligere kendt som Ramabai Nagar er et distrikt i den indiske delstat Uttar Pradesh. Distriktets hovedstad er Akbarpur. 

## Demografi
Ved folketællingen i 2011 var der 1,795,092 indbyggere i distriktet, mod 1,563,336 i 2001.
Børn i alderen 0 til 6 år udgjorde 13,59 % i 2011 mod 17,94 % i 2001. Antallet af piger i den alder per tusinde drenge er 892 i 2011.

## Historie
Kanpur distrikt var opdelt i to distrikter, nemlig Kanpur Nagar og Kanpur Dehat i 1977. De to blev genforenet igen i 1979, og derefter adskilt i 1981. Uttar Pradeshs regering besluttede at omdøbe Kanpur Dehat distriktet til Ramabai Nagar distrikt 1. juli 2010. Igen i juli 2012, er det omdøbt til Kanpur Dehat.